# Physospermopsis muliensis
Physospermopsis muliensis là một loài thực vật có hoa trong họ Hoa tán. Loài này được Shan & S.L. Liou miêu tả khoa học đầu tiên năm 1979.